# Oil and Natural Gas Corporation
Oil and Natural Gas Corporation Limited (ONGC) – найбільша індійська державна нафтогазова корпорація. Виробляє 70% сирої нафти та половину природного газу Індії. Є найбільшою комерційною організацією Індії. Була організована індійським урядом 14 серпня 1956 року. 60,41% акцій корпорації контролюється державою .
ONGC бере участь у розвідці та подальшій розробці родовищ вуглеводнів у 26 осадових басейнах в Індії. Задовольняє близько 30% потреби Індії нафти. Володіє та керує більш ніж 11 000 км трубопроводів в Індії.
У списку найбільших компаній світу Forbes Global 2000 за 2022 рік посіла 228-е місце (156-те за розміром виручки, 178-е за чистим прибутком, 514-е за активами і 633-е за ринковою капіталізацією) .